# Het tweede slachtoffer
Het tweede slachtoffer is een hoorspel van Guy Bernaert. De NCRV zond het uit op maandag 5 december 1977, van 22:39 uur tot 23:00 uur. De regisseur was Ab van Eyk.

## Rolbezetting
- Erik Plooyer (Albert)
- Petra Dumas (Els)
- Frank Fontaine (Henk)

## Inhoud
Een man rijdt op een donkere avond een fietser aan. In paniek rijdt hij door, hij heeft een glaasje op en is bang dat de politie zijn rijbewijs zal inhouden. Thuis is hij onrustig en vertelt zijn vrouw – om een deelgenoot te hebben – de halve waarheid: hij heeft een hond aangereden en is toch niet gerust over de afloop. Zijn vrouw krijgt hem door en hij moet vertellen dat hij een fietser heeft geschept. “Ik moest een beslissing nemen. Uitstappen, en mezelf veroordelen, of wegrijden, om mij te redden. Ik koos het laatste, schakelde in de achteruit en ben weggereden.” Terwijl hij zijn verhaal zit op te biechten, ontdekken beiden plotseling dat hun zoon nog niet thuis is. Ook hij is op de fiets weg. Nu pas raakt de man emotioneel betrokken bij het ongeluk dat hij heeft veroorzaakt. Hij meent zicht te herinneren dat de fietser op hun zoon leek. Was het zijn zoon?